# Dušica Grabović
Dušica Grabović srpska je pop pevačica koja se proslavila učešćem u rijalitijima Parovi i Farma7

## Biografija
Rodjena je 16. oktobra 1980. godine u Priboju ima starijeg brata i brata blizanca. Završila je Učiteljski fakultet u Beogradu gde je radila dve godine u prosveti. Nakon toga je upisala kurs granične policije na kom se dobro pokazala i odmah je dobila posao na Aerodromu „Nikola Tesla“.

## Karijera
Karijeru je započela kao foto-model a muzičku krijeru je započela 2010. godine kada je izbacila svoj prvi singl pod nazivom Da, to sam ja, zatim je 2015. godine ušla u rijaliti šou Parovi gde je upznala cimerku Sladju Petrušić, nije imala svadja u rijalitiju ali je imala mnogo veza koje nisu uspele. Sledeće godine 2016. ulazi u rijaliti Farma7 gde je imala puno sukob sa pevačicom Saškom Karan, igračicom Gogom Aleksić, fudbalerom Nikolom Lakić. Nakon izlaska 2017. godine izdaje singl Andjele lepi a iste godine još jedan singl pod nazivom Daj Bože, daj. Imala je dužu medijsku pauzu pa se ponovo vratila na scenu 2021. godine sa pesmom Zapali me. Dušica pored bavljena muzikom mnogo je popularna i na aplikacuji Instagram gde pored slika iz privatnog života sa svojim fanovima deli i datume njenih koncerata i nastupa.

## Diskografija
Singlovi:
- Da, to sam ja (2010.)
- U tami (2011.)
- Gde si sad (2011.)
- Jaka žena (2014.)
- Opasan i lep (2015.)
- Nedostupna (feat MCN) (2016.)
- Andjele lepi (2017.)
- Daj Bože, daj (2017.)
- S Tobom Mi Se Spava (2018.)
- Zapali me (2021.)
- Život Slavim (2022.)
- DA TO SAM JA (2024.)
- U Clubu Verigo (feat Veljko Pantović)